# Titularbistum Utimmira
Utimmira ist ein Titularbistum der römisch-katholischen Kirche.
Es geht zurück auf einen untergegangenen Bischofssitz in der gleichnamigen antiken Stadt, die in der römischen Provinz Africa proconsularis (heute nördliches Tunesien) lag. Der Bischofssitz war der Kirchenprovinz Karthago zugeordnet.
| Titularbischöfe von Utimmira |                                    |                                                         |                  |                    |
| Nr.                          | Name                               | Amt                                                     | von              | bis                |
| 1                            | Adolf Kindermann                   | Weihbischof in Hildesheim (Deutschland)                 | 11. Juli 1966    | 23. Oktober 1974   |
| 2                            | Jorge Adolfo Carlos Livieres Banks | Weihbischof in Asunción (Paraguay)                      | 12. Oktober 1976 | 24. Juli 1987      |
| 3                            | Antonio Ignacio Velasco García SDB | Apostolischer Vikar von Puerto Ayacucho (Venezuela)     | 23. Oktober 1989 | 27. Mai 1995       |
| 4                            | Bernard Emmanuel Kasanda Mulenga   | Weihbischof in Mbujimayi (Demokratische Republik Kongo) | 14. Februar 1998 | 1. August 2009     |
| 5                            | Andrés Vargas Peña                 | Weihbischof in Mexiko-Stadt (Mexiko)                    | 22. Juni 2010    | 28. September 2019 |
| 6                            | Edouard Isango Nkoyo               | Weihbischof in Kinshasa (Demokratische Republik Kongo)  | 15. Juli 2023    |                    |